# Хенри Мор
Хенри Мор (на английски: Henry More) е английски философ. Силно повлиян от ученията на неоплатонизма, Кабала и Якоб Бьоме, той е най-мистичният от Кеймбриджките платоници. Той е един от първите, които говорят за четвъртото измерение, в съчинението си "Enchiridion metaphysicum", 28.7, от 1671 г.